# Kamfen
Kamfen, C10H16, är ett optiskt aktivt terpenkolväte, nära besläktat med kamfer.

## Egenskaper
Kamfen är nästan olösligt i vatten men mycket lösligt i organiska lösningsmedel. Det förflyktigas lätt vid rumstemperatur och har en stickande lukt.

## Förekomst och framställning
Kamfen förekommer som en mindre beståndsdel i terpentin, cypressolja, citronellolja, bergamottolja och valeriana.
Ämnet framställs industriellt genom katalytisk isomerisering av den vanligare alfapinen.

## Användning
Kamfen används vid framställning av dofter och som livsmedelstillsats för smaksättning.
Tidigare användning som bränsle i oljelampor begränsades på grund av ämnets explosivitet.